# Kuzan
Kuzan (em persa: كوزان, também romanizada como Kūzān e Kevzan) é uma aldeia do distrito rural de Jirdeh, no distrito central do condado de Shaft, provínvia de Guilão. No censo de 2006, sua população era de 731 habitantes em 182 famílias.